# Nicolas Vincent
Pour les articles homonymes, voir Vincent.
Nicolas Vincent, dit Tsawenhohi ou Tsaouenhohoui en wendat, né le 11 avril 1769 et mort le 31 octobre 1844 à Jeune-Lorette (Québec), est un Grand chef huron-wendat.
Éminent diplomate, il est notamment connu pour avoir revendiqué, auprès du pouvoir britannique, la restitution de la seigneurie de Sillery. Son action diplomatique le mènera jusqu'à la cour du roi George IV, à qui il présente ses revendications en 1825.
En 2001, Nicolas Vincent est désigné « personnage d’importance historique nationale » par le ministère du Patrimoine canadien.

## Biographie

### Premières années

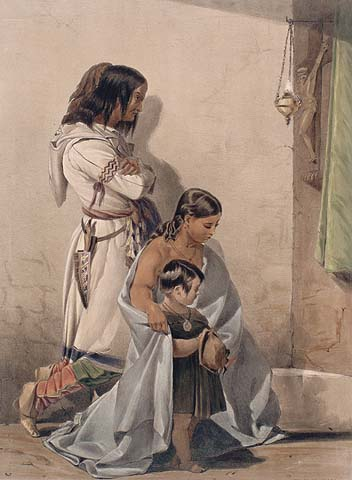
Hurons de la Jeune Lorette (1838). Lithographie de John Richard Coke Smyth (1808-1882).

Ignace-Nicolas Vincent est né à Jeune-Lorette (Wendake) vers 1769. Il est le fils de Louis Vincent (Sawantanan) et de Louise Martin (Thodatowan).
Le 24 novembre 1794, il épouse Véronique Petit-Étienne à Wendake. Le couple donne naissance à neuf enfants, notamment Christine, qui vécut jusqu'en 1903. Le 15 juillet 1820, Véronique Petit-Étienne rend l'âme. Le 22 janvier 1821, Nicolas Vincent marie une femme prénommée Madeleine, une Malécite de Penobscot (Maine, États-Unis).
Il existe peu de sources traitant des premières années de Nicolas Vincent.

### La seigneurie de Sillery: le combat d'une vie

#### Des terres contestées, une communauté précaire
Après la destruction de la Huronie, à la fin des années 1640, certains Hurons-Wendats, alliés des Français, s'installent dans la ville de Québec. En 1651, la Compagnie des Cent-Associés cède aux « néophytes sauvages chrétiens » une terre de cent-trente arpents aux abords de la ville, sur laquelle se trouve une mission jésuite dédiée à la christianisation des autochtones: la seigneurie de Sillery. L'objectif est alors de « rassembler les peuples errants de la Nouvelle-France en certains réduits afin qu'ils soient instruits en la foy et en la religion Chrestienne ». En 1697, les Hurons-Wendats fondent Jeune-Lorette (aujourd'hui Wendake). Cinq ans plus tard, le 3 mai 1702, sans prévenir les autochtones, Louis XIV transfère les titres de propriété de la seigneurie de Sillery aux Jésuites. 

Jeunes indiennes à Lorette (1867), par Théophile Hamel.

Ce n'est qu'en 1773, alors que la compagnie de Jésus est dissoute et que la colonie est passée aux mains des Britanniques, que les Hurons-Wendats se rendent compte qu'ils n'ont plus droit aux redevances seigneuriales associées aux terres qui leur furent concédées plus d'un siècle plus tôt: la Couronne britannique fait main basse sur les biens des Jésuites. Les Hurons-Wendats entament donc des démarches auprès du nouveau pouvoir afin de récupérer Sillery. Ces démarches s'accélèrent à partir de 1791, année de création du Bas-Canada, alors que les autochtones de Jeune-Lorette signent de multiples pétitions destinées aux gouverneurs se succédant à la tête de la colonie.
C'est dans ce contexte de contestation judiciaire que Nicolas Vincent entre en scène. Nommé Grand chef de la nation huron-wendat en 1810, il fera de la restitution de Sillery le combat de sa vie. Il prend alors le nom de Tsawenhohi, qui signifie « celui qui plonge des choses dans l'eau ». Outre les enjeux diplomatiques, il hérite d'une situation compliquée: les Wendats souffrent d'une pauvreté chronique et sont fragiles démographiquement. En effet, Nicolas Vincent estime que sa communauté, à Lorette, n'est constituée que de 30 à 35 familles regroupant tout au plus 140 individus.

#### La voie de la diplomatie
La précarité de sa nation ne freine pas les ardeurs de Nicolas Vincent Tsawenhohi, qui milite avec acharnement auprès des autorités coloniales pour faire valoir ses revendications. Le 2 février 1819, le Grand chef témoigne devant un comité de la Chambre d'assemblée du Bas-Canada présidé par le député John Neilson. Neilson est sympathique aux revendications autochtones, au même titre que le député Andrew Stuart, ainsi qu'un certain Louis-Joseph Papineau.
Muni d'une copie des titres de la seigneurie de Sillery datant de 1798, Tsawenhohi affirme devant le comité que la tradition orale est sans équivoque: Sillery est une terre huronne. Il avance aussi que sa communauté descend directement des Hurons venus s'installer au Québec après la destruction de leur nation en 1650 (l'argument du métissage aurait alors pu disqualifier les revendications autochtones),:

« Nos Ancêtres ne savoient pas écrire ; nous n'avons point de Livres, nous le tenons par tradition. Anciennement nos Chefs assembloient la nation pour qu'elle entendît de ses Chefs l'histoire de la Nation ; nous suivons la même coutume et nous racontons à nos enfans les affaires de notre nation qui se sont passés de notre tems. Les anciens Chefs racontent ce qu'ils savent de l'ancien tems. Nous savons par tradition que nos ancêtres ont été invités à venir des Lacs d'en haut à Sillery. Ils ont été suivis par d'autres de la nation pour jouir d'une Concession du Roi de France, après un laps de tems ils ont été reculés de Sillery à la Côte

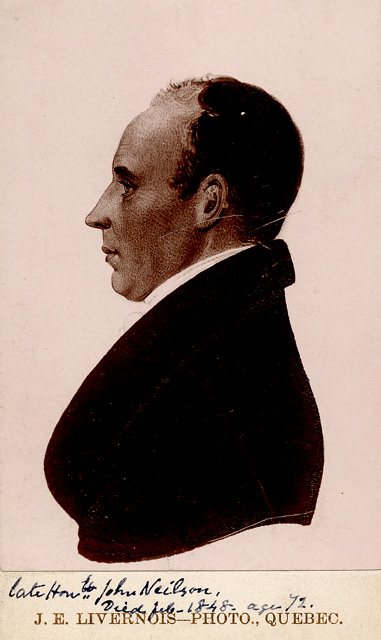
Le député John Neilson (1776-1848). Il préside le comité de la Chambre d'assemblée du Bas-Canada chargé de faire la lumière sur le dossier de Sillery.

Saint Michel, (Sainte Foi,) de là à l'Ancienne Lorette, et de là à notre résidence actuelle ; on a voulu nous faire aller à Nicolet, ce qui a été refusé par les Chefs en Conseil, parce que nous étions sur notre propre terrein. »

Nicolas Vincent insiste également sur le fait que la seigneurie appartenait à sa communauté malgré la présence des Jésuites, ces derniers ayant l'obligation de consulter les Hurons-Wendats avant toute initiative sur la propriété. Lorsque le comité lui demande « à quoi se monte vos prétentions et vos désirs », il se contente d'une brève réponse: « Nous ne réclamons que nos terres et le moyen d'élever nos enfants ». Dans les mois qui suivent, son peuple continue de produire des pétitions destinées au pouvoir colonial. Dans celle du 13 décembre 1823, on peut lire:

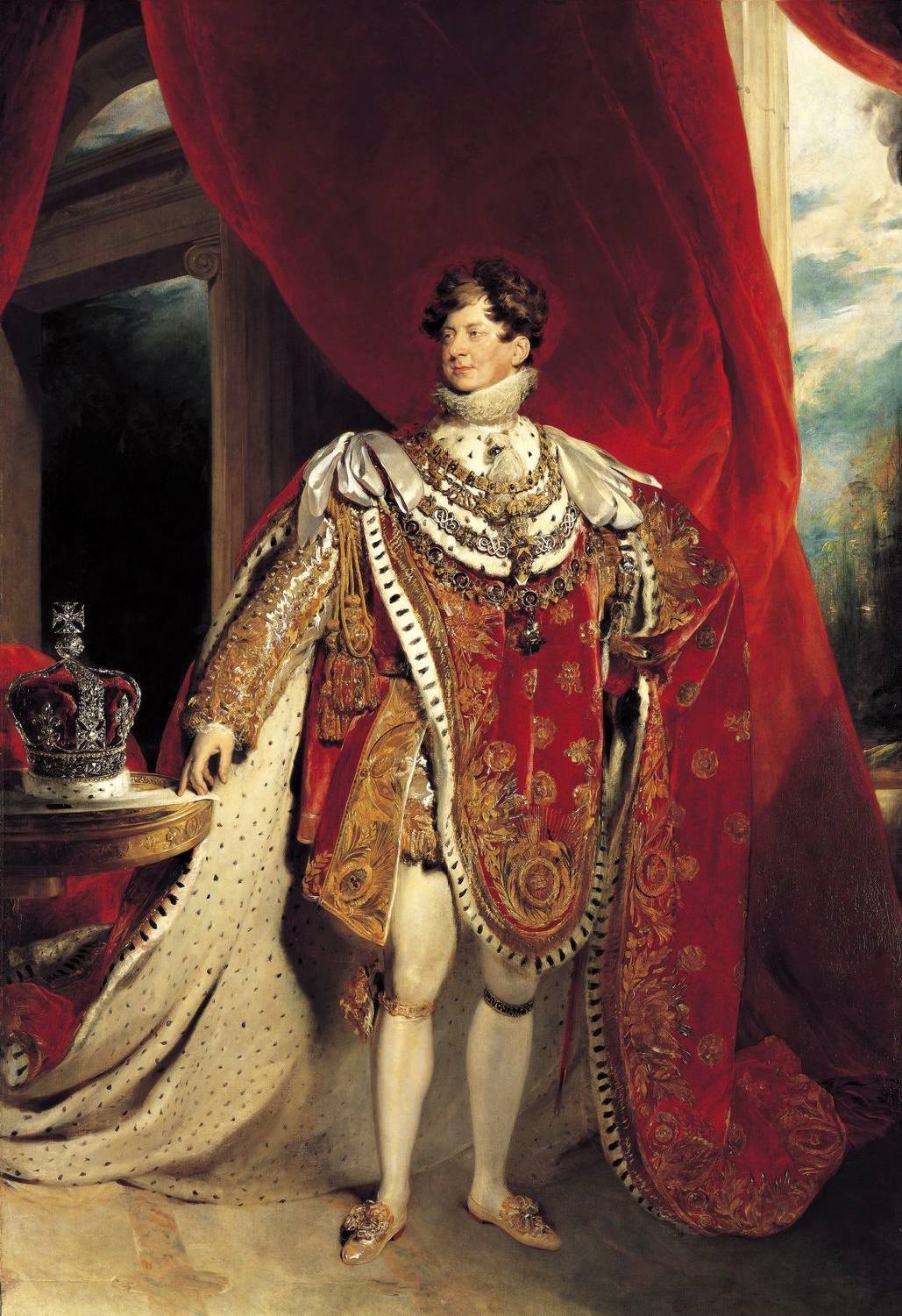
George IV, roi de Grande-Bretagne et de Hanovre. Nicolas Vincent lui présente les revendications de son peuple lors d'une audience en 1825.

« Les pétitionnaires croient que le Roi de France ne pouvait pas valablement donner aux Jésuites une chose qu’il avait déjà donnée aux Sauvages. Les Pétitionnaires représentent de plus que les autres Sauvages de ce Pays [...] sont en possession paisible des Seigneuries que les Rois Français leur ont permis de retenir en leur Pays. Que les Pétitionnaires seuls, victimes de la simplicité de leurs Pères et de la cupidité des Jésuites, sont dénués de tout et réduits à la plus extrême pauvreté tellement que dans un Pays où leurs Aïeux furent autrefois les Maîtres, ils ont perdu jusqu’au droit de Chasse et n’osent plus entrer dans les Forêts dont ils sont journellement chassés avec violence, par des propriétaires qui les considèrent et les traitent comme des Malfaiteurs. »

#### Un Grand chef au cœur du pouvoir
Le témoignage de Nicolas Vincent devant le comité de l'Assemblée du Bas-Canada et les efforts de sa communauté ne suffisent toutefois pas à convaincre les autorités britanniques, qui voient d'un mauvais œil les revendications territoriales huronnes-wendates. Tsawenhohi sait que cet enjeu est d'une importance capitale pour les siens. Il ne s'agit pas tellement d'un attachement à Sillery que d'une nécessité économique: les revenus de la seigneurie pourraient leur assurer les moyens de conserver leur mode de vie ancestral de chasseurs-cueilleurs.
C'est chargé de cette responsabilité qu'il s'apprête à entreprendre un étonnant voyage. Les efforts diplomatiques autochtones portent leurs fruits: après maintes pétitions, dont certaines sont envoyées directement au roi George IV, ils obtiennent une audience auprès du souverain britannique. Le 15 novembre 1824, accompagné d'André Romain (Tsohahissen) et Stanislas Koska (Aharathanha), chefs du conseil, ainsi que du chef de guerre Michel Tsiewei (Téhatsiendahé), Tsawenhohi lève les voiles vers Liverpool à bord de l'Indian,. Avant de s'adresser au roi, les émissaires autochtones s'entretiennent avec Lord Bathurst, secrétaire d'État à la Guerre et aux Colonies. Bien qu'il accepte de faire payer leur voyage aux frais du gouvernement anglais, ce dernier ne cultive pas grands espoirs quant à l'aboutissement de leurs revendications :

« D'entrée de jeu, Bathurst souligne que les Hurons ne possèdent pas le statut juridique nécessaire pour entreprendre une action en justice en vue de récupérer leurs terres. Puis, il relie directement cet argument au fait qu'ils ne peuvent prouver, autrement que par ce qu'il qualifie de « vague tradition » , qu'ils sont réellement les descendants des concessionnaires originels de la seigneurie de Sillery. Troisièmement, Bathurst affirme que les Hurons ne sont qu'une des tribus au bénéfice desquelles la seigneurie avait été concédée. Le quatrième argument est double. Le ministre soutient que les pétitionnaires ne sont plus en possession de la seigneurie depuis plus de cent vingt ans, ramenant ainsi la question de la tutelle. Il considère que celle-ci s'est terminée lorsque les néophytes ont quitté Sillery pour s'établir ailleurs. Donc, les Jésuites avaient raison de demander la seigneurie pour eux en compensation des dépenses et des efforts consacrés à sa mise en valeur, d'autant plus qu'ils avaient acheté, à leur frais, des terres pour relocaliser les Indiens. »

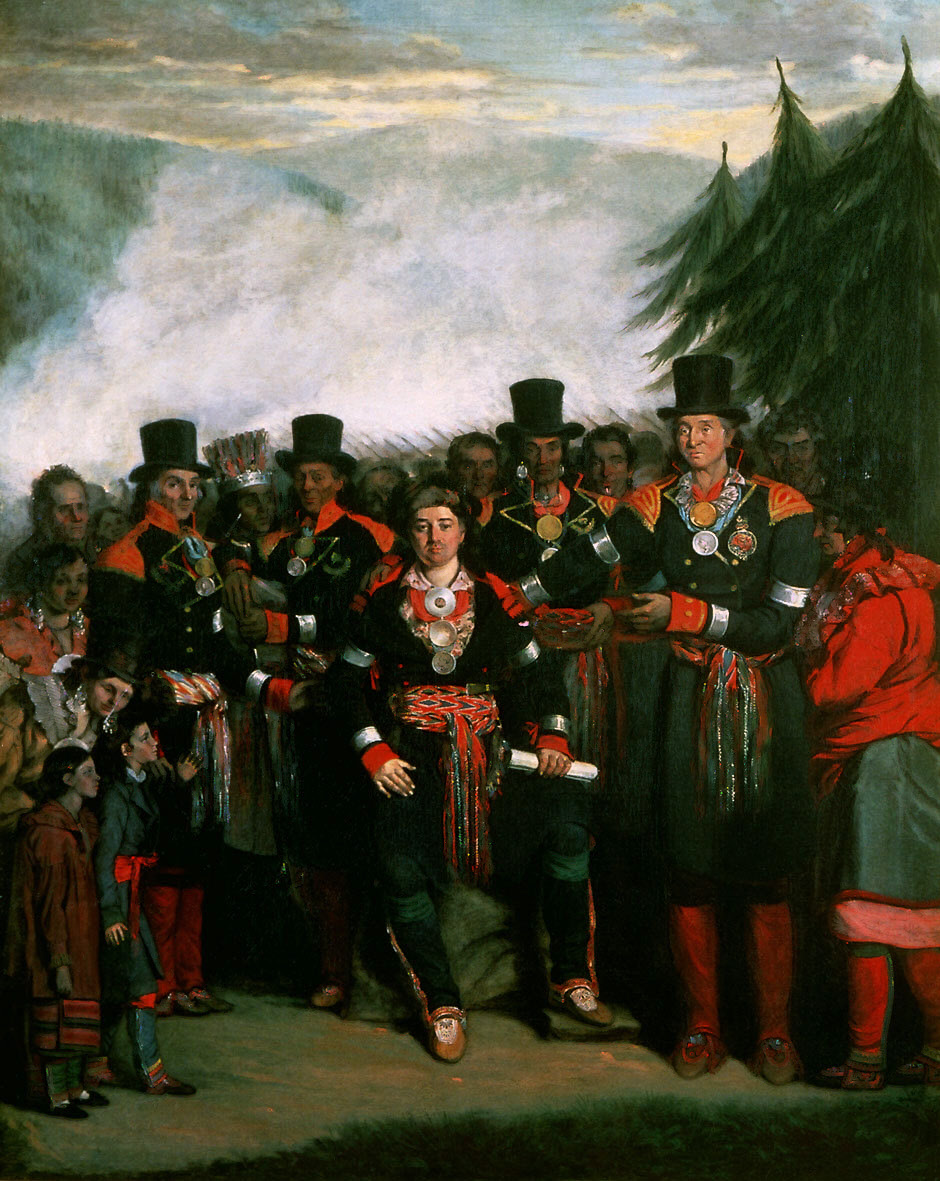
Présentation d'un chef nouvellement élu au conseil de la tribu huronne de Lorette, 1838. Huile sur toile, Château Ramezay, Montréal. La communauté se réunit à l’occasion de la nomination du chef honoraire Robert Symes. Cette pratique d’adoption symbolique est réservée aux dignitaires allochtones. Le grand chef Nicolas Vincent, à droite, présente le personnage central assis, Robert Symes. Il porte une médaille que lui a donnée le roi George IV. Son neveu Zacharie (rangée arrière, à gauche), contrairement à ses confrères qui revêtent le costume officiel, porte un couvre-chef qu’il a créée, fait d'argent et garni de plumes.

La rencontre avec le roi George IV au château de Windsor, en avril 1825, n'est guère plus productive. En son rôle de « bon père », il se contente de leur remettre des médailles d'or, leur indiquer qu'il « augmenterait leur bien-être » et qu'il pourrait leur octroyer de nouvelles terres s'ils ne parviennent pas à récupérer les leurs. Ces promesses ne se concrétiseront jamais, probablement car le souverain, dont le rôle est limité par la monarchie constitutionnelle, ne peut contourner la législation coloniale. En 1831, les biens des Jésuites finiront d'ailleurs par être octroyés à la Chambre d'assemblée du Bas-Canada et, avec eux, la seigneurie de Sillery. Par la suite, les lettres et les pétitions de Nicolas Vincent et des siens (qui ont développé un réseau de contacts en Angleterre) n'y changeront rien. Leurs revendications seront relayées en second plan, éclipsées notamment par les Rébellions des patriotes de 1837-1838 et le projet d'union des deux Canadas.

### Mort
Nicolas Vincent rend l'âme le 31 octobre 1844, à Jeune-Lorette. Près de 200 ans plus tard, la contestation de la seigneurie de Sillery est toujours d'actualité,.